# Heroes of Might and Magic V
A Heroes of Might and Magic V egy 2006-ban megjelent számítógépes körökre osztott stratégiai játék, a Heroes of Might and Magic sorozat ötödik része. A játék fejlesztője az orosz Nival Interactive, kiadója a Ubisoft volt. A 3DO kiadó csődje után a Ubisoft volt az, amely felvásárolta valamennyi Might and Magic-jogot, és a Heroes V-öt használta a sorozat reboot-jának, amely Ashan világában játszódik, és semmilyen kötődése nincs az előző részekhez.
Akárcsak a korábbi részekben, a játékos hősöket irányíthat, akik egy megadott frakcióhoz tartoznak, saját várakkal, és saját lénytípusokkal, akiket toborozhat, és a segítségükkel csatákat vívhat meg. A játékban hat kampány található, emellett további pályák és többjátékos mód is rendelkezésre áll. Az előző epizódokhoz képest ez a játék már teljes egészében háromdimenziós volt.
A Heroes V teljes magyar fordítást is kapott. Két kiegészítője jelent meg: a Hammers of Fate (A végzet pörölyei) és a Tribes of the East (A kelet törzsei).

## Játékmenet
A Heroes of Might and Magic IV számos újdonsága vegyes érzelmeket keltett a rajongókban, ezért ezek egy részét elvetették és visszanyúltak a harmadik részhez. Kivették a hősök nélkül közlekedő lényeket illetve az azokat szállító karavánokat, és most már újfent hetente termelődnek a lények, nem naponta. Eltűntek az opcionálisan vásárolható varázsitalok és tekercsek, valamint a hősöket is legyengítették (a harctéren sincsenek jelen) és most már egy csapatban csak egy lehet belőlük. Ismét hét különböző lénytípusból választhatunk frakciónként és ismét lehet a lényeket fejleszteni.
A korábbi körökre osztott csata némiképp átalakult: minden egyes lény kapott egy "kezdeményezés" értéket, ez mutatja azt, hogy egy csatában milyen gyakran kerülnek sorra.
A játékos által irányított hős különféle képességekkel rendelkezik, amelyeket megtanulhat, továbbfejleszthet, elnyerhet, vagy kombinálhatja őket. Kétféle képzettséget ismer a játék: a karakter fajához tartozó speciális és általános képzettségek. Általánosból öt, speciálisból egy képzettséggel rendelkezhet egy hős. Egy-egy képzettségnek négy különböző szintje lehet. A képzettségek 3-5 szakértelemhez kötődnek, minden képzettségi szinten véletlenszerűen nyerhet el a karakter egy szakértelmet.
A karakter faja mindig az adott frakcióhoz köthető. hat frakció található a játékban: Haven, Inferno, Necropolis, Dungeon, Sylvan, és Academy. A kiegészítőkben a Fortress és a Stronghold frakciók is megjelennek. A Haven frakciót emberek alkotják, és javarészt hadurak irányítják őket. Ők a játék egyik főszereplői, különleges képességük az egységek trenírozása. Az Infernót alvilági démonok alkotják, akik ideiglenesen segédcsapatokat tudnak idézni a csatatérre. Ők a játék negatív hősei. A Necropolist megrontott varázslók alkotják, akik fel tudják támasztani a csatatéren elhullott egységeket. A Dungeont föld alatt élő sötét tűndék alkotják, akik legnagyobb erőssége a mágiájuk. A Sylvan az erdőlakó tündék és egyéb erdei lények frakciója, különleges képességük a távolsági támadásra képes egységek garmadája. Az Academyben varázslók és mágikus lények találhatók, főként mágiára és távolsági támadásokra specializálódtak. Az épületek is fa-struktúra alapján építhetők meg, azaz egy-egy épület felépítésének több előfeltétele is lett, hogy ne lehessen olyan korán felhúzni a legerősebb lényeket gyártó épületeket. Minden frakció kapott továbbá egy olyan épületet is, ami csak az ő sajátja.

## Fejlesztés
2003 augusztusában jelentette be a Ubisoft, hogy 1,3 millió dollárért megvásárolta a Might and Magic-jogokat a csődbement 3DO-tól. Ezzel egyidejűleg nyilatkozták azt is, hogy Fabrice Cambounet vezetésével elkezdték az ötödik rész fejlesztését. Ez okozott egy kisebb zavart, ugyanis a 3DO már elkezdte a saját ötödik epizódjának készítését a csőd idején. Ez a változat a Heroes IV grafikus motorját használta volna. A Ubisoft úgy döntött: tiszta lappal indulnak és egy teljesen új játékot készítenek, teljesen 3D-ben.

### A 3DO Heroes V-terve
Jon Van Canenghem sokkal inkább részt vett ennek a fejlesztésében, mint a negyedik részében. Az volt a célja, hogy a szerepjáték elemeket csökkentsék a stratégiai elemek javára. Éppen ezért küldetések megoldása helyett inkább különféle döntések meghozatalára helyezték a hangsúlyt. Teljesen átírásra került volna a mesterséges intelligencia is, amit már régóta használtak. A varázslatok terén az volt a terv, hogy lesznek olyanok, amelyeket minden frakció ismer, és lesz hat egyedi varázslóiskola, minden frakcióhoz egy-egy. Kreatív okokból a földalatti nézet kikerült volna, a véletlenszerű térképgenerátort pedig tervezték. Egy-két kiszivárgott kép szerint a városok mérete a térképen megnőtt volna, ha megfelelő fejlesztést kapnak.
A hatból három frakció már nagyjából készen volt, amikor lefújták a projektet. Az első a Heroes IV Haven-jének a továbbgondolása volt, a második a Heroes 2 varázslófrakciójának és a Heroes IV Preserve-jének a kombinációja, a harmadik a Heroes III Fortress-ének és a Might and Magic VIII gyíkembereinek az ötvözete. A három frakció lényei elkészültek, és renderelt képeket is bemutattak róluk. Jon Van Canenghem megerősítette, hogy a dzsinnek is visszatértek volna, valamint hogy élőhalott frakció is mindenképp lett volna.
A cselekményről csak nagy vonalakban kerültek ki információk. Annyi bizonyos, hogy ez a játék is Axeoth világában játszódott volna, ahogy a negyedik epizód is.

## Kiegészítők

### Hammers of Fate (A végzet pörölyei)
Az első kiegészítő 2006. november 7-én érkezett. Egy új frakció, a Fortress jelent meg benne, amely törpökből áll, és a rúnamágia a speciális képzettségük. Három új kampányt is hozott magával (folytatva az alapjáték sztoriját), tizennégy új varázstárgyat, három új lényt, és a kampányokban szereplő új hősöket. Ehhez a kiegészítőhöz már hozzácsomagolták az alapjátékhoz csak patch formájában elérhető térkép- és kampányszerkesztőt, véletlen-generátorral. A többjátékos módban visszatértek a lényeket szállító karavánok. Hét, nem toborozható lénnyel egy különleges frakció, a renegátok is bekerültek a kampányküldetésekbe.

### Tribes of the East (A kelet törzsei)
2007. október 12-én jelent meg a második kiegészítő. Elsősorban olyan hibajavításokat tartalmaz, amelyek az alapjáték óta nem lettek kijavítva, de számos újdonság is szerepel benne. Bekerült egy új frakció, a Stronghold, akik limitált varázslási képességük ellenére képesek az ellenfél erejét elszívva bónusz támadóerőt bevetni. Valamennyi frakció kapott a Heroes IV-hez hasonló alternatív lénytovábbfejlesztési lehetőséget: egyes esetekben a lény továbbfejlesztésekor két lehetőség közül választhatunk. Három új kampány is bekerült, ezek közül az egyik a Dark Messiah of Might and Magic folytatása. Kissé átalakították a csatamező interfészét, hogy könnyebben hozzáférhessünk egyes varázslatokhoz. Új varázslatok is érkeztek a harcok kiegyensúlyozása érdekében. Kibővítésre került a térképfejlesztő is, modellszerkesztési lehetőséggel.

## Fogadtatás
A játék általában véve pozitív kritikákat kapott. A Metacritic átlagosan 77 százalékot adott rá.  Anyagilag is sikeres lett, 350 ezer példányt adtak el belőle a megjelenést követő első hónapban.
Magyarországon a PC Guru 90 százalékot adott rá, az olvasók értékelése szerint 84 százalékon állt. Pozitívumként emelték ki a sorozat régi szép hagyományaihoz való modern visszatérést, negatívumként a láthatóan elkapkodott fejlesztést. A Hammers of Fate ezzel szemben már csak 70 százalékot kapott, kritizálva, hogy a főszereplőnek kikiáltott törpök csak meglehetősen későn kerülnek sorra a kampány során, és az általuk behozott újdonságok sem egetrengetőek. A Tribes of the East már 95 százalékot kapott náluk, kiemelve, hogy a sok újítás mellett sikerült kijavítani és átalakítani az alapjáték összes bosszantó hibáját.

## Fordítás
Ez a szócikk részben vagy egészben  a   Heroes of Might and Magic V című angol Wikipédia-szócikk ezen változatának fordításán alapul.  Az eredeti cikk szerkesztőit annak laptörténete sorolja fel. Ez a jelzés csupán a megfogalmazás eredetét és a szerzői jogokat jelzi, nem szolgál a cikkben szereplő információk forrásmegjelöléseként.